# Мурух
Мурух — село в Чародинском районе Дагестана. Входит в состав Гочадинского сельского поселения.

## География
Расположено на р. Каракойсу (бассейн р. Аварское Койсу).
Находится в 14 км к северо-западу от с. Цуриб.

## Население
| 1869 | 1888 | 1895 | 1926 | 1939 | 1970 | 1989 |
| ---- | ---- | ---- | ---- | ---- | ---- | ---- |
| 31   | ↗59  | ↘58  | ↗69  | ↗94  | ↗97  | ↘53  |
| 2002 | 2010 | 2021 |      |      |      |      |
| ↗96  | ↘81  | ↘71  |      |      |      |      |